# 弘憲寺
弘憲寺（こうけんじ）は、香川県高松市にある高野山真言宗の寺院。山号は利剣山。本尊は不動明王。法泉寺とともに讃岐生駒家の菩提寺である。

## 歴史
伝承によれば、奈良時代の天平年間、現丸亀市飯山町下法軍寺に法勲寺が開基。しかし、少なくとも鎌倉時代以後に廃寺となり、本尊・寺宝を島田寺へ移した。その後生駒親正が讃岐に入封すると法勲寺を再建し、良純上人に寺務を執らせた。
親正の死後、息子の生駒一正は親正の墓所内（現在地）に法勲寺を移転し、親正の戒名（諡弘憲公）をとって弘憲寺と改称、古画・名器を島田寺から移転し、同寺を弘憲寺の末寺とした。
1868年（慶応4年）の鳥羽・伏見の戦いで幕府側についた高松藩は朝敵となり、迫る官軍の征討を回避するため二人の家老の首を鎮撫使に差し出した。1月18日、そのうちの一人の小河又右衛門が切腹したのが当寺である。これによって結果的に高松を戦火から逃れさせることが出来た。
2016年、生駒親正着用の甲冑が秋田県由利本荘市の龍源寺から寄贈された。4代高俊が生駒騒動により1640年（寛永17年）に出羽国由利郡矢島に改易されてから376年ぶりの里帰りとなった。

## 伽藍など
- 山門 - 1766年（明和3年）建立。
- 弁天堂 - 弁財天、十五童子。
- 弘憲寺庭園 - 江戸時代中期の枯山水式小堀遠州流庭園。
- 本堂 - 1929年（昭和4年）再建。重要文化財の不動明王像を本尊とする。
- 平和塔 - 庵治石[注釈 1]で造られた五重塔。高さ16メートル、石の五重の塔としては日本最大。1950年（昭和25年）建立[4]。

## 文化財・史跡
重要文化財（国指定）
- 木造不動明王立像

1913年（大正2年）8月20日指定。
- 密教法具

金剛盤、六器、火舎、飲食器（おんじきき）、灑水器（しゃすいき）、塗香器（ずこうき）。1962年（昭和37年）6月21日指定。東京国立博物館に寄託。
香川県指定有形文化財
- 木造地蔵菩薩立像

1913年（大正2年）8月20日指定。
高松市指定文化財
- 生駒親正肖像画

1989年（昭和64年）1月5日指定。
香川県指定史跡
- 生駒親正公夫妻墓所

1955年（昭和30年）4月2日指定。

## 交通アクセス
- JR高松駅：徒歩10分